# کنگ یانگ هون
کنگ یانگ هون (انگلیسی: Kang Young-hoon؛ زادهٔ ۳۰ مه ۱۹۲۲ – درگذشتهٔ ۱۰ مه ۲۰۱۶) یک سیاست‌مدار اهل کره جنوبی بود. وی از ۱۶ دسامبر ۱۹۸۸ تا ۲۷ دسامبر ۱۹۹۰ نخست‌وزیر این کشور بود.
کنگ یانگ هون در ۱۰ مه ۲۰۱۶، در سن ۹۳ سالگی در سئول، بیست روز پیش از تولد ۹۴ سالگی‌اش درگذشت.